# Achterof en de Putte
Achterof en de Putte is een poldergebied en een voormalig waterschap in de gemeenten Alphen aan den Rijn (voorheen Boskoop) en Waddinxveen, in de Nederlandse provincie Zuid-Holland.
Het waterschap was verantwoordelijk voor de waterhuishouding in de polders.

## Polders
Het waterschap was in 1882 ontstaan uit de samenvoeging van de polder Achterof (of Noordwaddinxveensche polder, gesticht in 1759) en De Drooggemaakte Putte (ontstaan in 1873 na de afscheiding van de Voorofsche Polder).